# Microthelys rubrocallosa
Microthelys rubrocallosa là một loài thực vật có hoa trong họ Lan. Loài này được (B.L.Rob. & Greenm.) Garay mô tả khoa học đầu tiên năm 1980.